# Campionato Paraense 2022
Il Campionato Paraense 2022 è stata la 110ª edizione della massima serie del campionato paraense. 
La stagione è iniziata il 26 gennaio 2022 ed è terminata il 6 aprile successivo.

## Stagione

### Novità
Al termine della stagione 2021, sono retrocesse in Segunda Divisão Carajás e Gavião Kyikatejê. Sono state invece promosse Amazônia e Caeté.

### Formato
Le dodici squadre si affrontano dapprima in una prima fase, consistente in un tre gironi da quattro squadre. 
Le prime due classificate di tali gironi, più le due migliori terze, accederanno alla seconda fase che decreterà la vincitrice del campionato. 
Le due formazioni che avranno totalizzato il minor numero di punti, retrocedono in Segunda Divisão.
La formazione vincitrice e la seconda classificata, potranno partecipare alla Série D 2023, alla Coppa del Brasile 2023 e alla Copa Verde 2023. La terza classificata solo alla Coppa del Brasile. Nel caso le prime due classificate siano già qualificate alla Série D, l'accesso alla quarta serie andrà a scalare.

## Risultati

### Prima fase

#### Gruppo A
|  | Pos. | Squadra         | Pt | G | V | N | P | GF | GS | DR |
|  | ---- | --------------- | -- | - | - | - | - | -- | -- | -- |
|  | 1.   | Paysandu        | 17 | 8 | 5 | 2 | 1 | 14 | 6  | +8 |
|  | 2.   | Águia de Marabá | 12 | 8 | 3 | 3 | 2 | 10 | 9  | +1 |
|  | 3.   | Paragominas     | 7  | 8 | 1 | 4 | 3 | 8  | 10 | -2 |
|  | 4.   | Amazônia        | 5  | 8 | 1 | 2 | 5 | 4  | 9  | -5 |

Legenda:
      Ammessa alla seconda fase.
      Retrocesse in Segunda Divisão 2023
Note:
Tre punti a vittoria, uno a pareggio, zero a sconfitta.

#### Gruppo B
|  | Pos. | Squadra       | Pt | G | V | N | P | GF | GS | DR  |
|  | ---- | ------------- | -- | - | - | - | - | -- | -- | --- |
|  | 1.   | Tuna Luso     | 11 | 8 | 3 | 2 | 3 | 8  | 10 | -2  |
|  | 2.   | Bragantino-PA | 10 | 8 | 3 | 1 | 4 | 11 | 13 | -2  |
|  | 3.   | Tapajós       | 9  | 8 | 2 | 3 | 3 | 6  | 7  | -1  |
|  | 4.   | Itupiranga    | 8  | 8 | 2 | 2 | 4 | 10 | 17 | -17 |

Legenda:
      Ammessa alla seconda fase.
Note:
Tre punti a vittoria, uno a pareggio, zero a sconfitta.

#### Gruppo C
|  | Pos. | Squadra         | Pt | G | V | N | P | GF | GS | DR |
|  | ---- | --------------- | -- | - | - | - | - | -- | -- | -- |
|  | 1.   | Remo            | 14 | 8 | 3 | 5 | 0 | 9  | 4  | +5 |
|  | 2.   | Castanhal       | 13 | 8 | 4 | 1 | 3 | 10 | 5  | +5 |
|  | 3.   | Caeté           | 13 | 8 | 4 | 1 | 3 | 8  | 9  | -1 |
|  | 4.   | Independente-PA | 11 | 8 | 3 | 2 | 3 | 9  | 8  | +1 |

Legenda:
      Ammessa alla seconda fase.
Note:
Tre punti a vittoria, uno a pareggio, zero a sconfitta.

### Seconda fase
| Squadra 1        | Totale | Squadra 2 | Andata | Ritorno         |
| ---------------- | ------ | --------- | ------ | --------------- |
| Quarti di finale |        |           |        |                 |
| Tapajós          | 3 – 5  | Paysandu  | 3 – 4  | 0 – 1           |
| Águia de Marabá  | 1 – 0  | Castanhal | 0 – 0  | 1 – 0           |
| Caeté            | 1 – 5  | Remo      | 1 – 1  | 0 – 4           |
| Bragantino-PA    | 1 – 5  | Tuna Luso | 1 – 1  | 0 – 4           |
| Semifinali       |        |           |        |                 |
| Águia de Marabá  | 1 – 5  | Paysandu  | 1 – 3  | 0 – 2           |
| Tuna Luso        | 2 – 2  | Remo      | 1 – 2  | 1 – 0 (2-4 dtr) |
| Finale 3º posto  |        |           |        |                 |
| Águia de Marabá  | 5 – 5  | Tuna Luso | 3 – 2  | 2 – 3 (2-4 dtr) |
| Finale           |        |           |        |                 |
| Remo             | 6 – 1  | Paysandu  | 3 – 0  | 3 – 1           |